# Oxysarcodexia ramosa
Oxysarcodexia ramosa är en tvåvingeart som först beskrevs av Henry J. Reinhard 1939.  Oxysarcodexia ramosa ingår i släktet Oxysarcodexia och familjen köttflugor.
Artens utbredningsområde är Texas. Inga underarter finns listade i Catalogue of Life.